# Castello normanno (Paternò)
Il Castello normanno di Paternò consiste in un dongione normanno costruito su una motta in posizione elevata.

## La Storia
Il dongione fu costruito dai normanni nel 1072 per volontà del Gran Conte Ruggero per garantire la protezione della valle del Simeto dalle incursioni islamiche e per controllare il territorio creando nuovi insediamenti quindi infeudandolo. Ruggero, avendo già assediato Catania (1071) e pensando di conquistare Centuripe, provvide nell'arco di pochi mesi alla costruzione del Castello per servirsene come difesa e come posizione tattica per l'eventuale resistenza araba. Il castello di Paternò faceva parte del «complesso sistema di difesa su cui si fondava la sicurezza del regno di Sicilia». Il castello fu assegnato alla figlia di Ruggero, Flandrina, sposa dell'aleramico Enrico di Lombardia. Attorno al castello e al piccolo borgo la popolazione iniziò a crescere anche grazie a questa politica matrimoniale che portò nuove genti al servizio dei conquistatori normanni, in particolare genti provenienti dall'Italia settentrionale attirati dai privilegi a loro concessi. Il castello era la sede signorile della Contea di Paternò che Enrico VI di Svevia assegnò nel 1195 al nobile di origine normanna Bartolomeo de Luci consanguineo del sovrano svevo. Il Castello negli anni seguenti ospitò re e regine, tra i quali Federico II di Svevia, la regina Eleonora d'Angiò e la regina Bianca di Navarra. E per concessione di Federico II passò a Galvano Lancia.

Il castello di Paternò e i territori sottoposti, infatti, furono inseriti nella cosiddetta Camera Reginale che venne costituita da Federico III d'Aragona come dono di nozze alla consorte Eleonora d'Angiò e che poi venne ereditata dalle Regine che si susseguirono, sino alla sua abolizione.

Dopo il 1431 appartenne alla famiglia Speciale e dal 1456 fino alla fine del feudalesimo fu proprietà della famiglia vicereale dei Moncada. Utilizzato come carcere nel XVIII secolo iniziò il processo di degrado e abbandono, ma dalla fine dell'Ottocento ha visto diverse campagne di restauro che gli hanno restituito l'antica possenza.

## L'edificio
L'edificio è a pianta rettangolare su quattro livelli e raggiunge un'altezza di 34 m. I muri hanno uno spessore di 2,60 metri. Nella struttura muraria sono state ricavate le scale di accesso ai piani superiori su modello dei dongioni anglo-normanni. Dall'epoca sveva il maniero era coronato da una merlatura ghibellina (come si osserva nel seicentesco Disegno della veduta di Paternò nel "manoscritto Giordano") di cui allo stato attuale resistono solo dei monconi. Particolarmente interessante e gradevole l'effetto di bicromatismo che si crea tra il colore scuro delle murature e le cornici delle aperture in calcare bianco.
Il piano terreno, al quale si accede attraverso un portale ad arco acuto, è frazionato da due muri divisori che si intersecano a croce e formano quattro ambienti. Entrando, a sinistra vi è la piccola cappella di S. Giovanni, le cui pareti sono rivestite di affreschi. Sempre a sinistra vi è la stanza destinata al corpo di guardia ed adiacente ad essa il vano delle prigioni. Una scala conduce al vestibolo del primo piano e sbocca nel salone delle armi illuminato da quattro bifore. Dalla sala si raggiungono i tre ambienti limitrofi. Nel secondo piano vi è un'immensa sala con due grandi bifore dalle quali si ammira da una parte l'Etna e dall'altra la valle del Simeto. Era questa la sala di rappresentanza e di soggiorno della corte. Ai ,lati si aprono quattro ambienti destinati all'abitazione dei reali. Dalla sala, una scala conduce al terrazzo, cinto da muretti originariamente merlati. da qui, lo sguardo spazia sull'intera città e sulla piana di Catania.